# Dipartimento di Caucete
Caucete è un dipartimento argentino, situato nella parte orientale della provincia di San Juan, con capoluogo Caucete.
Esso confina a nord con il dipartimento di Jáchal, a est con quello di Valle Fértil e la provincia di La Rioja; a sud con il dipartimento di Veinticinco de Mayo e la provincia di San Luis; a ovest con i dipartimenti di Nueve de Julio, San Martín e Angaco
Secondo il censimento del 2001, su un territorio di 7.502 km², la popolazione ammontava a 33.609 abitanti.
Dal punto di vista amministrativo, il dipartimento consta di un unico municipio, che copre tutto il territorio dipartimentale, suddiviso in diverse localidades:
- Bermejo
- Caucete, sede municipale
- El Rincón
- Marayes
- Las Talas
- Los Médanos
- Pie de Palo
- Vallecito
- Villa Independencia